# أحمد شوقي الفنجري
الدكتور أحمد شوقي الفنجري (1925 - 23 أغسطس 2013)، طبيب مصري وكاتب ومفكر إسلامي.

## حياته ونشأته
- ولد في عام 1925
- تخرج من كلية الطب في جامعة القاهرة في مصر.
- في وقت لاحق سافر إلى الولايات المتحدة وتخصص في علوم الصحة في جامعة أتلانتا.
- ثم عمل لحساب الامم المتحدة مستشارا للطب الوقائي.
- تعرضه للسجن في مصر وإسرائيل في عام 1948 حين كان طالبا في جامعة القاهرة، خلال فترة حكم الملك فاروق اتهم بأنه من المعارضين للملكية وسجن لمدة 3 سنوات في سجن الهايكستب، نقل إلى سجن الطور لمدة سنة أخرى قبل أن يطلق سراحه.[2]
- عمل في وقت لاحق كطبيب في غزة كجزء من قافلة للامم المتحدة، حيث تم اعتقاله من قبل إسرائيل، وسجن وتعرض للتعذيب في عام 1956.
- عاش الدكتور الفنجري وسافر في جميع أنحاء العالم الإسلامي، من باكستان شرقا إلى المغرب في الغرب، فضلا عن عدة دول غربية مثل الولايات المتحدة وكندا.
- درس القرآن والشريعة الإسلامية والتفسير الإسلامي لأكثر من 30 عاما، وكتب على نطاق واسع في تلك المواضيع. درس أيضا قضايا المسلمين الاجتماعية والثقافية وأسباب تراجعها.

## مؤلفاته
قام بنشر أكثر من 30 كتابا في الثقافة الإسلامية وإصلاح الفكر الإسلامي، منها:
- كيف نحكم بالإسلام في دولة عصرية
- الحرية السياسية في الإسلام
- الإسلام والفنون
- الإسلام والجنس
- الطب الوقائي في الإسلام، الهيئة المصرية العامة للكتاب، 2013م
- النقاب في التاريخ في الدين في علم الاجتماع
- الاختلاط في التاريخ في الدين في علم الاجتماع
- «إسرائيل كما عرفتها»
- «فتاوى ومفاهيم خاطئة تؤخر المسلمين»
- «مفاهيم خاطئة تنسب الي الإسلام وتوخر المسلمين»
- الأحاديث الموضوعة ودورها في المفاهيم الخاطئة.
- ملحمة التحرير
- ساهم في تأليف كتاب "الوهابية تشوه الإسلام"

## اقتباسات عن كتبه
- يقول:

قال رسول الله ﷺ: (إذا سمعتم الحديث عتى فاعرضوه على القرآن فإذا وافقه فإنه مني، وإذا خالفه فأنا أبعدكم عنه). ويقول أيضاً: (إذا سمعتم الحديث عني تأباه قلوبكم وأبشاركم وترون أنه بعيد عنكم فأنا أبعدكم عنه). يجمع علماء الدين المسلمين أن هناك عدد كبير من الأحاديث الموضوعة التي دست بعد وفاة الرسول ص.
والملفقون ثلاثة:
1. أولهم الإسرائيليون
2. ثم الأعراب الذين ارتدوا عن الإسلام بعد وفاة الرسول
3. وبعض فقهاء السوء الذين يؤلفون الحديث وينسبونه إلي رسول الله.

وهذه الفئات الثلاثة مغرضة تهدف إلي تشويه الإسلام وتحريفه. والمعروف أن الباحثين كانوا يعتمدون في الكشف عن الحديث الموضوع على علم الرواية والعنعنة دون اعتبار للمتن أي موضوع الحديث ومعناه.
فالحديث في كتب التراث كان يروى عن فلان عن فلان السابق له وقد يصل إلي عشرة رواه. كل منهم يروى عن سابقه وهذا يسمح بدخول أي مدلس أو كذاب في حلقه الرواة. ورغم دقة كتابة الحديث فهم بشر يصيب ويخطئ، وهذا يجعل الكثير من الأحاديث الموضوعة تسجل في كتبهم دون قصد أو سوء نيه.
وقد تفرغ بعض المعاصرين لكشف الأحاديث الموضوعة من الصحيحة ولكنهم اعتمد وا أيضاً كالسابقين على علم العنعنة دون النظر في المتن أي معني الحديث فهم بهذا لم يأتوا بجديد. بل ان بعضهم اكد الكثيرمن الأحاديث التي تخالف القران لمجرد صحة العنعنة. كما حدث في حديث رضاع الكبير وحديث الذبابة، بينما استبعد الكثير من الأحاديث الصحيحة لمجرد عيب أو ضعف في أحد الرواة.
وقد اخترنا منهجا آخر لكشف الحديث الموضوع حسب تعاليم رسول الله التي ذكرناها وهي:
1. أولاً: مخالفة الحديث للقرآن الكريم.
2. ثانياً: مخالفته للأحاديث الصحيحة لرسول الله ولخلقه وطبيعته.
3. ثالثاً: مخالفة الحديث للعقل والمنطق.
4. رابعاً: مخالفته لحقائق العلم المعاصر الثابت

ويزعم البعض أن كتب التراث مقدسة ولا تحتمل الخطأ وخاصة الصحيحين، ويستنكرون أن يقال أن فيها أحاديث موضوعة أو مكذوبة. وهذا مخالف لاجماع الامة واهل العلم. فلا تقديس إلا لكتاب الله. وأن أصحاب هذه الكتب يعترفون بأن لديهم الضعيف والموضوع.
ان هدفنا هوخدمة هذه الكتب الهامة للمسلمين من كل مد سوس ومكذوب. عملا بامر رسولنا الكريم لان ترك هذه الأحاديث الموضوعة في أهم كتبنا ومراجعنا الدينية هو الذي خلق قضايا القرانيين ومنكري السنة وهي قطعا من أهم اسباب تخلف المسلمين.

## أقرأ أيضاً
- حركة إصلاح التراث الإسلامي
- جمال البنا
- إسلام بحيري